# Carl-Christian Schmidt

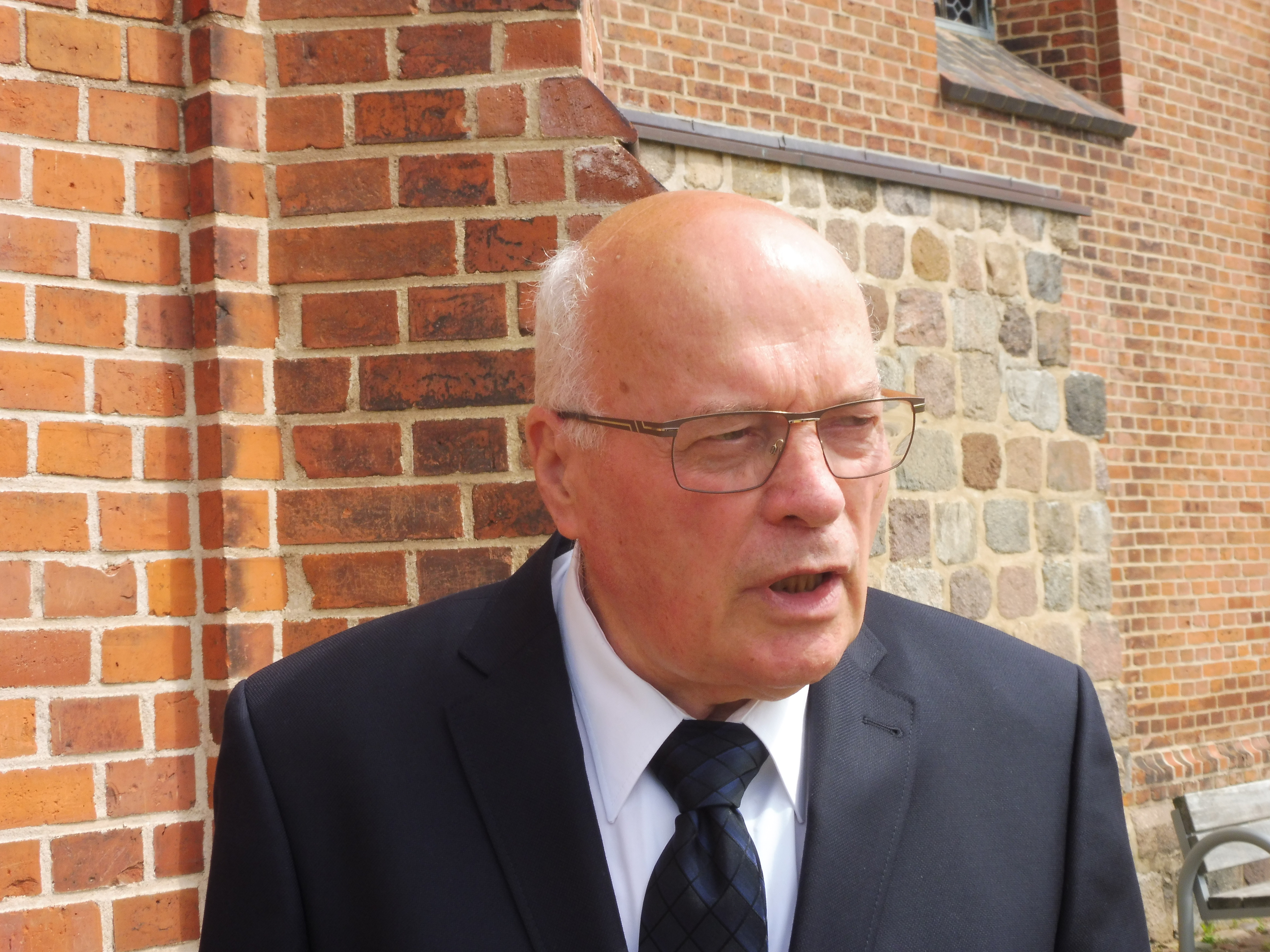
Pastor Schmidt in Plau (2020)

Carl-Christian Schmidt (* 26. Juli 1943 in Schwerin, Land Mecklenburg) ist ein deutscher evangelischer Theologe.

## Leben
Schmidt besuchte in Rostock die 1. Erweiterte Oberschule (EOS) „Ernst Thälmann“ (C-Zweig, Latein–Griechisch). Nach dem Abitur 1963 studierte er bis 1969 an der Universität Rostock Evangelische Theologie. Nach der Ordination war er 1970–1975 als Pastor an der Dorfkirche Kirch Grubenhagen. Ab 1976 war er 16 Jahre Pastor und Propst am Doberaner Münster. Er galt als SED-kritisch. So kritisierte er im Januar 1988 in einer Eingabe das DDR-Grenzregime sowie die Reise- und Sicherheitspolitik. Ab Oktober 1989 organisierte er während der Friedlichen Revolution zusammen mit Pastor Thomas Juergensohn Friedensgebete im Münster mit mehreren Tausend Teilnehmenden für demokratische Veränderungen. Mit der Konstituierung des Runden Tisches des Kreises Bad Doberan Mitte Dezember 1989 nahm er für die evangelische Kirche daran Platz und moderierte ihn teilweise.
1992–1999 war er Landessuperintendent in Wismar. 1999 trat er die verwaiste Pastorenstelle der Pfarrkirche St. Marien (Plau am See) an. Seine Frau Angret geb. Belbe (1944–2023), ebenfalls Pastorin, gründete die Krankenhausseelsorge am neuen Krankenhaus Plau. Auf eigenen Antrag wurde Pastor Schmidt am 1. August 2006 in den Ruhestand versetzt. Die Tochter und der Schwiegersohn sind Pastoren in Rendsburg.
Schmidt hat sich jahrzehntelang mit der Geschichte der Zisterzienser und des Doberaner Münsters befasst und gehört zum Konvent der Klosterkirche.

## Werke
- Die Bedeutung der Amelungsborner Tochtergründung Doberan. In: Beiträge aus dem Kloster Amelungsborn 4 (1988), S. 43–70.
- Die Doberaner Zisterzienser in Wismar. In: Wismarer Beiträge 13 (1998), S. 35–43.
- Das Münster zu Bad Doberan, Deutscher Kunstverlag 1997; 13. überarbeitete Auflage, Berlin 2019. GoogleBooks
- Das Münster zu Bad Doberan. Versuch einer Baugeschichte. GRIN Verlag 2016, ISBN 9783668292765. GoogleBooks
- Die Geschichte der Fürstenkapelle im Münster zu Bad Doberan. Evangelisch-Lutherische Kirchgemeinde/Doberaner Münster, Bad Doberan 2011. GoogleBooks